# Alen Fang
Fang Yilun (en chino simplificado, 方逸伦, en hangul, 방일륜), también conocido como Alen Fang, es un actor y cantante chino.

## Biografía
Estudió en la Universidad Nacional de Corea. Habla con fluidez mandarín, inglés y coreano.

## Carrera
En China forma parte de la agencia "Fang Alen Studio", mientras que en Corea del Sur es manejado por "Cube Entertainment".

### Televisión
En septiembre de 2017 se unió al elenco recurrente de la serie Delicious Destiny donde dio vida a Ye Yixuan, el hermano menor de Ye Yilan (Chen Xinyu).
En septiembre de 2018 se unió al elenco recurrente de la serie Granting You a Dreamlike Life donde interpretó a Duan Tianci, un joven que sueña con estar comprometido con Duan Tianying (An Yuexi) y decide secuestrarla para protegerla.
El 17 de enero de 2019 se unió al elenco de la serie Unique Lady (también conocida como "Lascivious Lady") donde dio vida a Liu Xiuwen, un atractivo guardaespaldas imperial.
El 11 de febrero del mismo año se unió al elenco secundario de la serie Queen Dugu donde interpretó a Yang Zan, el Príncipe de Tai, el tercer hijo de la familia Yang y un experto en las artes de la música. En abril del mismo año se unió al elenco secundario de la serie The Legend of White Snake donde dio vida a Mu Wang.
El 14 de octubre del mismo año se unió al elenco principal de la serie The Love by Hypnotic donde interpretó al Príncipe Li Qian, el reservado pero  feroz guerrero, que se enamora de la Princesa Li Mingyue (Ling Meishi), hasta el final de la serie el 13 de noviembre del 2019.
El 17 de octubre del mismo año se unió al elenco principal de la serie Childhood Sweethearts Pianist donde dio vida a Mu Liunian, un miembro de la prestigiosa Academia de Música Xing Chen.

### Música
El 13 de marzo de 2013 se unió al grupo "M4M" (Hangul= 엠포엠) junto a  Zhu Zhaofeng (朱兆豐), Luo Yusheng (罗宇胜) y Min Yu-min (우빈). Dentro del grupo tenía una de las posiciones de vocalista y bailarín. En marzo del 2015 el grupo anunció que pondrían fin a su contrato debido a la falta de actividad. 

## Filmografía

### Series de televisión
| Año             | Título                                                  | Personaje              | Notas        |
| --------------- | ------------------------------------------------------- | ---------------------- | ------------ |
| 2021 - presente | Zhu Yan                                                 | Zhi Yuan               |              |
| 2021            | The Long Ballad                                         | Wei Shuyu              |              |
| 2020            | Jiu Liu Overlord                                        | Li Zhao, 3er. Príncipe | [ 5 ]        |
| 2019            | Childhood Sweethearts Pianist                           | Mu Liunian             | 28 episodios |
| 2019            | The Love by Hypnotic                                    | Príncipe Li Qian       | 36 episodios |
| 2019            | The Legend of White Snake                               | Mu Wang                |              |
| 2019            | Queen Dugu                                              | Príncipe Yang Zan      |              |
| 2019            | Unique Lady                                             | Liu Xiuwen             | 24 episodios |
| 2018            | Granting You a Dreamlike Life                           | Duan Tianci            |              |
| 2017            | Delicious Destiny                                       | Ye Yixuan              | 56 episodios |
| 2017            | A Different Kind of Pretty Man 2: Special Beautiful Man | Ye Jiangfan            |              |
| 2014            | A Different Kind of Pretty Man                          | Ye Jiangfan            | 20 episodios |

### Películas
| Año  | Título                        | Personaje | Notas                                                  |
| ---- | ----------------------------- | --------- | ------------------------------------------------------ |
| 2018 | Prince Vendetta (凤皇传)      | -         |                                                        |
| 2016 | Shi Jie La Ma Da (世界辣么大) | Xiao A    | junto a Yu Menglong, Yu Yang, Dong Baoer y Xu Qianjing |

### Programas de variedades
| Año  | Título     | Notas                 |
| ---- | ---------- | --------------------- |
| 2021 | Happy Camp | 1 episodio - invitado |

### Revistas / sesiones fotográficas
| Año  | Título     | Notas         |
| ---- | ---------- | ------------- |
| 2019 | Easy Media | (volumen #19) |
| 2019 | MYTYPE     |               |
| 2017 | Easy       |               |
| 2017 | New Star   |               |

## Discografía

### Singles
| Año  | Canción                                 | Álbum                | Notas |
| ---- | --------------------------------------- | -------------------- | ----- |
| 2019 | Liang Ge Shi Jie De Meng (两个世界的梦) | OST de "Unique Lady" |       |

### M4M

#### Mini álbum
| Fecha              | Información del Álbum                               | Lista de canciones                                                         | Notas                 |
| ------------------ | --------------------------------------------------- | -------------------------------------------------------------------------- | --------------------- |
| 21 de mayo de 2013 | Título: Mystery Formula Agencia: CUBE Entertainment | 1. Sadness 2. Sadness 3. Perfect 4. Hero 5. Good Time 6. When You Leave Me | - (versión coreana) - |

## Premios y nominaciones
| Año  | Categoría      | Premio                                              | Nominada(o)     | Resultado |
| ---- | -------------- | --------------------------------------------------- | --------------- | --------- |
| 2021 | Best New Actor | Golden Angel Award - Chinese American Film Festival | The Long Ballad | Ganó      |